# Robert Sadowski
Robert Sadowski (Csernovic, 1914. augusztus 16. – ?) román válogatott labdarúgó, kapus.

## Pályafutása

### Klubcsapatban
1934-ben a bukovinai Muncitorul Cernăuți csapatában kezdte a labdarúgást. 1935 és 1938 között az AMEF Arad labdarúgója volt, ahol bajnoki ezüstérmet szerzett a csapattal az 1935–36-os idényben. 1938 és 1948 között a Juventus București, 1940 és 1947 között a Rapid București csapatában szerepelt. A Rapiddal háromszoros román kupa győztes lett (1940, 1941, 1942). Az 1947–48-as idényben a Ciocinul București, az 1950–51-es idényben az AS Monaco csapatában védett.

### A válogatottban
1937 és 1948 között öt alkalommal szerepelt a román válogatottban. Tagja volt a franciaországi világbajnokságon részt vevő csapatnak.

## Sikerei, díjai

### Játékosként
AMEF Arad
- Román bajnokság
  - 2.: 1935–36

 Rapid București
- Román bajnokság
  - 2.: 1940–41
- Román kupa (Cupa României)
  - győztes: 1940, 1941, 1942

## Statisztika

### Mérkőzései a román válogatottban
| Románia | Románia             | Románia              | Románia     | Románia  | Románia       | Románia         | Románia | Románia |
| #       | Dátum               | Helyszín             | Hazai       | Eredmény | Vendég        | Kiírás          | Gólok   | Esemény |
| ------- | ------------------- | -------------------- | ----------- | -------- | ------------- | --------------- | ------- | ------- |
| 1.      | 1937. szeptember 6. | Belgrád, BSK Stadion | Jugoszlávia | 2 – 1    | Románia       | barátságos      | -       |         |
| 2.      | 1938. június 9.     | Toulouse (FRA)       | Kuba        | 2 – 1    | Románia       | vb-nyolcaddöntő | -       |         |
| 3.      | 1941. október 12.   | Bukarest             | Románia     | 3 – 2    | Szlovákia     | barátságos      | -       |         |
| 4.      | 1947. október 26.   | Bukarest             | Románia     | 0 – 0    | Lengyelország | barátságos      | -       |         |
| 5.      | 1948. május 2.      | Bukarest             | Románia     | 0 – 1    | Albánia       | Balkán-kupa     | -       |         |
|         | Összesen            |                      |             | 5        | mérkőzés      |                 | 0       | gól     |